# Міст Макензі Кінга
Міст Макензі Кінга (англ. Mackenzie King Bridge) — міст в Оттаві. Розташований у декількох кварталах від Парламентського пагорба, на південь від моста Плаза і на північ від моста Лор'є-авеню. Проходить над каналом Рідо. Східний кінець моста, де розташований термінал станції Макензі Кінг міського автобусного транзиту, виходить до торгового центру Rideau Centre і штаб-квартири Департаменту національної оборони Канади. Західний кінець проходить між Національним центром мистецтв и парком Конфедерації.
Міст названий на честь прем'єр-міністра Вільяма Лайона Макензі Кінга (1874—1950).
Міст був відкритий у 1951 році й зазнав великої реставрації в 1996—1998 роках.

## Галерея

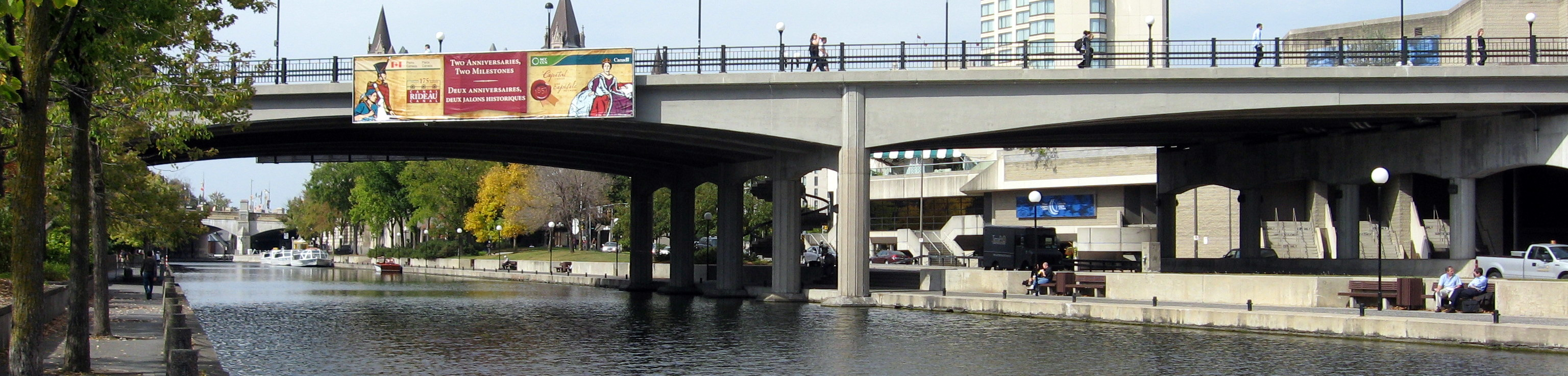
Міст Макензі Кінг. Вид на північ

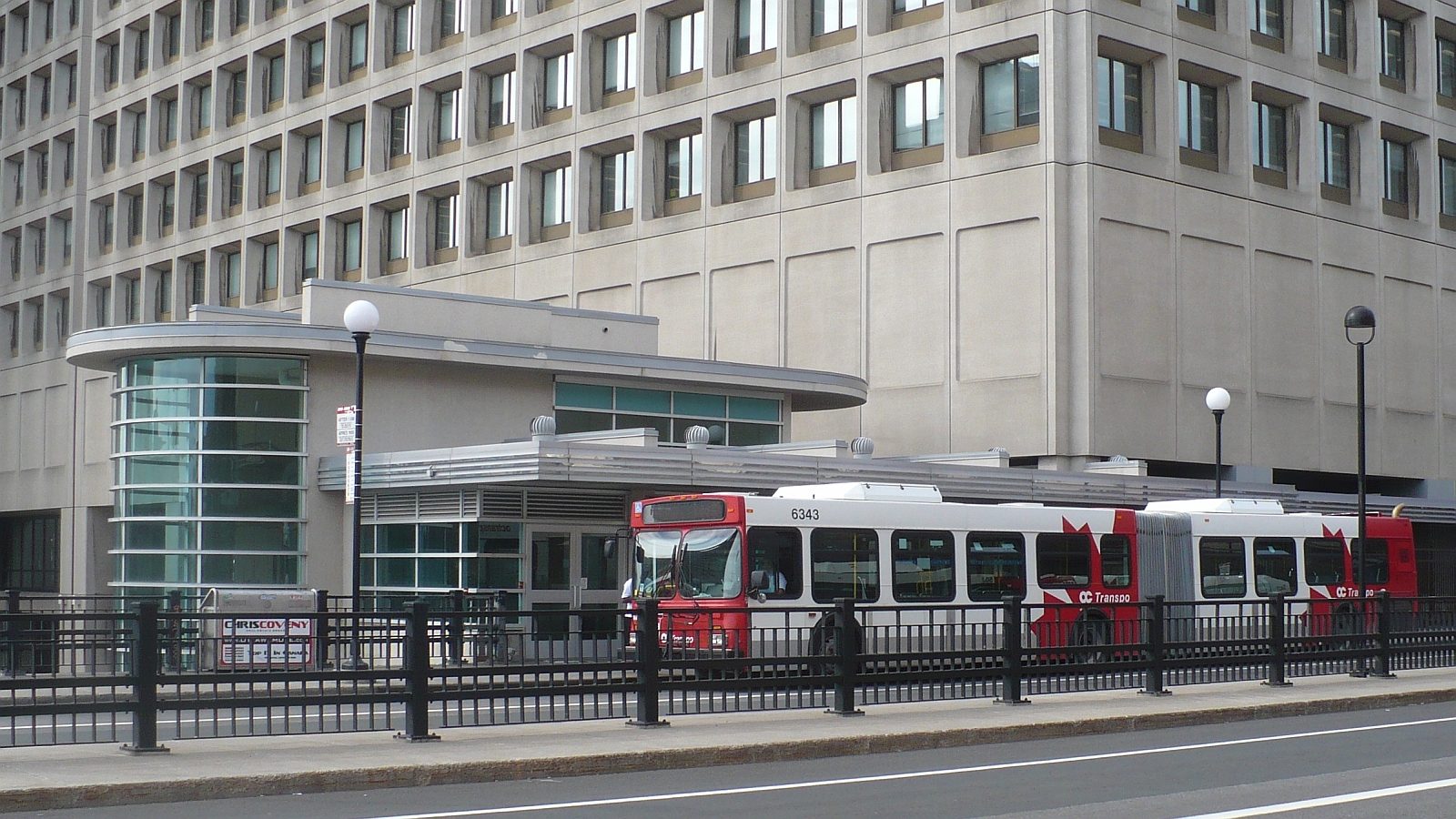
Автобусний термінал Макензі Кінг

45°25′24″ пн. ш. 75°41′28″ зх. д. / 45.42333° пн. ш. 75.69111° зх. д.